# 弗洛拉克
弗洛拉克（法語：Florac，法語發音：[flɔʁak]）是法国洛泽尔省的一个旧市镇，也曾是该省的副省会。2016年1月1日，弗洛拉克和相邻的拉萨勒普吕内合并为新市镇弗洛拉克三河镇。

## 地理
弗洛拉克（44°19'34"N, 3°35'35"E）面积29.89 平方千米，位于法国奧克西塔尼大區洛泽尔省，该省份为法国南部内陆省份，北起上盧瓦爾省和康塔爾省，西接阿韦龙省，南至加尔省，东临阿尔代什省。
与弗洛拉克接壤的市镇（或旧市镇、城区）包括：凯扎克、贝杜埃斯、蒙布兰、拉萨勒普吕内、韦布龙、圣洛朗德特雷沃。

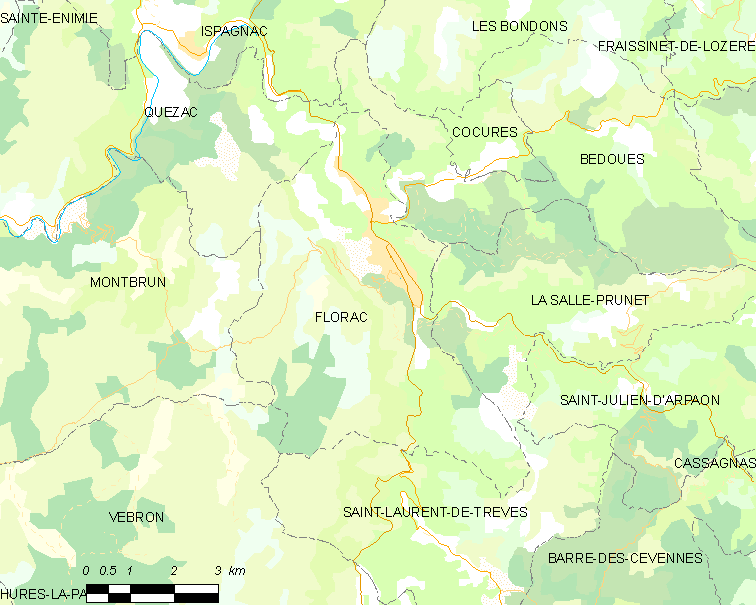
弗洛拉克的OSM定位图

弗洛拉克的时区为UTC+01:00、UTC+02:00（夏令时）。

## 行政
弗洛拉克的邮政编码为48400，INSEE市镇编码为48061。

## 政治
弗洛拉克所属的省级选区为弗洛拉克三河镇县。

## 人口

1962-2008年间弗洛拉克人口变化图示

弗洛拉克于2018年1月1日时的人口数量为1894人。